# Zabójstwo pod Narożnikiem
Zabójstwo pod Narożnikiem – niewyjaśnione do dziś, podwójne zabójstwo przy szlaku wiodącym przez szczyt Narożnik w Górach Stołowych.

## Historia sprawy
17 sierpnia 1997 para studentów wrocławskiej Akademii Rolniczej: Anna Kembrowska (l. 22) z Jastrzębia-Zdroju i Robert Odżga (l. 25) z Międzylesia, wyruszyli z Dusznik w góry, kierując się niebieskim szlakiem do Karłowa. Około godziny 10 rano Anna zadzwoniła z budki telefonicznej do rodziców z informacją, że wyruszają do Karłowa, gdzie miał odbyć się obóz naukowy, dokąd para nie dotarła. Poinformowani przez rodzinę o niepokojącym braku informacji od Anny i Roberta, ratownicy wałbrzysko-kłodzkiej grupy GOPR wraz z trzema psami 27 sierpnia 1997 znaleźli ich ciała w znacznym stanie rozkładu pod szczytem Narożnik, na terenie Parku Narodowego Gór Stołowych. Ciała były częściowo obnażone.

## Śledztwo
W prowadzonym przez funkcjonariuszy grupy operacyjno-śledczej kryptonim „Narożnik” z KWP w Wałbrzychu śledztwie ustalono, że Anna i Robert zginęli od strzałów w tył głowy oraz między oczy 17 sierpnia 1997 około godziny 17. Działanie sprawcy wskazywało na egzekucję. Przyjęto kilkanaście wersji wydarzeń, m.in. porachunki z handlarzami amfetaminą, motyw seksualny, miłosny oraz rabunkowy. Przesłuchano kilkaset osób i sukcesywnie wykluczano kolejne hipotezy. Sprawdzano wersję śledczą wskazującą na sprawstwo bezdomnego, ukrywającego się w okolicznych lasach oraz powiązania z zabójstwem obecnych w tym czasie grup neonazistowskich. Ostatecznie prowadzone do 30 września 1998 śledztwo w prokuraturze umorzono z powodu niewykrycia sprawcy lub sprawców, których (a także motywu) nie udało się zidentyfikować do dziś. Od 2009 sprawą zajmuje się Wydział Spraw Niewykrytych (tzw. policyjne Archiwum X). Obecnie przy KWP w Krakowie.

## Dowody i ustalenia
Policjantom udało się zdjąć linie papilarne sprawców. Zdaniem śledczych sprawców było dwóch lub trzech. Ustalono świadków, którzy słyszeli strzały i krzyk kobiety w okolicach szczytu Narożnik. Zabezpieczono dowody w postaci pocisków oraz łusek, plecaki ofiar ze śladami krwi, buty Roberta i wiele innych. Spore nadzieje wiązano z poszukiwaniem aparatu fotograficznego Zenit TTL, który został ofiarom zrabowany, a jego numery zostały podane do publicznej wiadomości (jak się po kilkunastu latach okazało – błędnie).

## Udział Janusza Bartkiewicza
Śledztwo w latach 1997–1998 prowadził ówczesny Naczelnik Wydziału Kryminalnego w Komendzie Wojewódzkiej Policji w Wałbrzychu, potem oficer śledczy CBŚ podinspektor Janusz Bartkiewicz. Oficer wrócił do sprawy w 2000, badając hipotezę zakładającą, że mordu dokonali neonaziści. Sprawa ostatecznie trafiła do archiwum w 2003. Rok później prowadzący śledztwo przeszedł na emeryturę. Od kilkunastu lat stara się na własną rękę rozwiązać zagadkę zbrodni na Narożniku i wciąż bada sprawę, m.in. prowadząc blog, za pośrednictwem którego stara się zainteresować sprawą czytelników oraz publikuje fragmenty swojej książki dokumentalnej na temat zabójstwa na Narożniku. To między innymi dzięki temu ustalono, że podawany do publicznej wiadomości numer poszukiwanego aparatu fotograficznego był błędny. W sierpniu 2022 policjanci z Archiwum X nieoczekiwanie przeszukali i zabezpieczyli dowody w mieszkaniu samego Janusza Bartkiewicza. Zdaniem śledczych, były policjant mógł ukrywać przed nimi ważne informacje dotyczące zabójstwa studentów. Bartkiewicz działania te uważa za szykany związane z jego krytyką działań policji i działalnością publicystyczną.

## Odbiór
Mimo ponad 20 lat od zabójstwa, ta niewyjaśniona i tajemnicza sprawa wciąż budzi zainteresowanie mediów. Poświęcono jej jeden z odcinków (pt. Tajemnicze morderstwo w Górach…) programu „Magazyn Kryminalny 997” TVP2, odcinek programu „Telewizyjne Biuro Śledcze” telewizji Polsat (O zabójstwie w Górach Stołowych) Sprawę wielokrotnie opisywano w lokalnej oraz ogólnopolskiej prasie, zajmowali się i blogerzy oraz vlogerzy. Poświęcono jej jeden z rozdziałów (pt. „Między oczy”) książki Izy Michalewicz pt. Zbrodnie prawie doskonałe. Janusz Bartkiewicz wielokrotnie wypowiadał się publicznie w środkach masowego przekazu na temat śledztwa i zbrodni. Były policjant po latach przyznał, że mimo iż był bliski wykrycia sprawców zabójstwa, został zmuszony przez przełożonych do zamknięcia śledztwa, ponieważ niewykryta sprawa psuła policyjne statystyki. Sprawców nie zatrzymano do dziś.

## Upamiętnienie
25 października 1997 roku na jednej ze skał szczytu Narożnik wmurowano ufundowaną przez władze uczelni ofiar tablicę z napisem: W tym miejscu w dniu 17 VIII 1997 roku zostali zamordowani studenci Akademii Rolniczej we Wrocławiu ś.p. Anna Kembrowska i Robert Odżga. Pracownicy i studenci. Rodziny ofiar po zabójstwie w miejscach znalezienia ciał (poza szlakiem) ustawiły dwa, połączone łańcuszkiem drewniane krzyże i kapliczkę z drewna oraz tabliczkę o treści Byli młodzi, wrażliwi, pełni radości życia zginęli od kul zabójcy na turystycznym szlaku w górach, które tak ukochali. Pokój ich duszy. 17 sierpnia 2017 roku władze Uniwersytetu Przyrodniczego we Wrocławiu (dziekan Wydziału Inżynierii Kształtowania Środowiska i Geodezji, dziekan Wydziału Przyrodniczo-Technologicznego) wraz ze Studenckim Kołem Naukowym Gleboznawstwa i Ochrony Środowiska zorganizowały symboliczny marsz pamięci z parkingu na Lisiej Przełęczy pod Narożnik, czyli w miejsce gdzie znaleziono ciała studentów. Z czasem drewniane krzyże ustawione w miejscu odnalezienia ciał uległy zniszczeniu pod wpływem warunków atmosferycznych. Staraniem Janusza Bartkiewicza, za zgodą dyrektora Parku Narodowego Gór Stołowych, 16 sierpnia 2020 r. na szczycie Narożnik ustawiono nową kapliczkę poświęconą pamięci ofiar. Kapliczka jest ze stali, wykonał ją Zenon Mokrzycki z Radkowa, będzie podlegała opiece konserwatorskiej. Przy jej odsłonięciu był obecny prof. Cezary Kabała z Uniwersytetu Przyrodniczego (kiedyś Akademia Rolnicza), który w momencie tragedii był opiekunem obozu naukowego, w którym mieli wziąć udział studenci.

## W kulturze
Na przełomie września i października 2019 roku ukazało się 5 odcinków podcastu Kryminatorium prowadzonego przez Marcina Myszkę, które opisują przebieg śledztwa policyjnego oraz prawdopodobny przebieg wydarzeń zabójstwa pod Narożnikiem.
W lutym 2021 roku ukazała się powieść kryminalna inspirowana zabójstwem pod Narożnikiem pt. Wenus umiera. Autorem jest Aleksander Sowa.